# Опперман, Леонтий Карлович
Граф Леонтий Карлович Опперман (1810 — 1870) — генерал-лейтенант, Радомский губернатор, сенатор.

## Биография
Леонтий Карлович Опперман родился 17 февраля 1810 г. в Санкт-Петербурге, сын инженер-генерала Карла Ивановича Оппермана, возведённого 1 июля 1829 года в графское достоинство Российской империи.
Окончив курс Михайловского артиллерийского училища в 1828 году и офицерских при нём классов в 1831 году, Опперман, в чине подпоручика, был прикомандирован к образцовой конно-артиллерийской батарее, откуда вскоре был назначен в Кавалергардский полк, с переименованием в корнеты, и в течение семи лет отправлял должность адъютанта командира гвардейского резервного кавалерийского корпуса, затем (с 1838) корпусного адъютанта, а с 1841 года адъютанта генерал-фельдмаршала князя Варшавского, причём 21 апреля 1847 года Опперман был произведён в полковники.
В 1849 году Опперман принял участие в Венгерской кампании, и за выказанные отличия и храбрость был 10 сентября награждён золотым палашом с надписью «За храбрость»,
В 1854 году Опперман принимал участие в обороне Севастополя, которую, впрочем, не окончил, так как был тяжело контужен в голову и принужден был выйти из строя. Награждённый 26 ноября 1854 года орденом св. Георгия 4-й степени (№ 9350 по кавалерскому списку Григоровича — Степанова) Опперман был назначен исправляющим должность полевого генерал-провиантмейстера действующей армии и 8 сентября 1855 года произведён в генерал-майоры.
29 марта 1856 года Опперман был назначен Радомским гражданским губернатором, и в этой должности пробыл шесть лет; в 1861 году независимо от исправления должности губернатора был назначен и военным начальником Радомской губернии. В следующем году Опперман получил назначение состоять при главнокомандующем войсками Варшавского военного округа; 4 апреля 1865 года произведён в генерал-лейтенанты и назначен сенатором в Варшавские департаменты Правительствующего Сената, в каковой должности оставался до конца жизни.
Опперман скончался 29 марта 1870 года в Варшаве.
Его старший брат, Александр Карлович Опперман, также был генералом русской армии и с отличием воевал на Кавказе.

## Награды
За свою службу Опперман был награждён многими орденами, в их числе:
- Орден Святого Станислава 2-й степени (1843 год)
- Орден Святой Анны 2-й степени (1845 год; Императорская корона к этому ордену пожалована в 1851 году)
- Золотой палаш с надписью "За храбрость" (10 сентября 1849 года)
- Орден Святого Владимира 3-й степени (1854 год)
- Орден Святого Георгия 4-й степени (26 ноября 1854 года)
- Орден Святого Станислава 1-й степени (1857 год)
- Орден Святой Анны 1-й степени (1860 год; Императорская корона к этому ордену пожалована в 1864 году)

Иностранные:
- Австрийский орден Железной короны 2-й степени (1850 год)
- Прусский орден Святого Иоанна Иерусалимского (1851 год)
- Австрийский орден Леопольда 2-й степени (1851 год)